# 神田村 (神奈川県)
神田村（かんだむら）は、神奈川県大住郡・中郡に存在した村。「かみたむら」とも呼ばれた。
現在の平塚市北東部の相模川西岸、国道129号沿いに位置した。

## 地理
- 河川：相模川

## 歴史
- 1889年（明治22年）4月1日 - 町村制の施行により、田村、吉際村、大神村および小稲葉村飛地が合併して大住郡神田村が発足。
- 1896年（明治29年）4月1日 - 郡制の施行のため大住郡が淘綾郡と統合され、所属郡が中郡に変更[1]。
- 1956年（昭和31年）9月30日 - 平塚市に編入。同日神田村廃止。